# Nomaris Vélez
Nomaris Vélez Agosto (Bayamón, 11 giugno 1993) è una pallavolista portoricana, libero delle Valencianas de Juncos.

## Carriera

### Club
La carriera professionistica di Nomaris Vélez inizia nella stagione 2011, quando debutta nella Liga de Voleibol Superior Femenino con le Pinkin de Corozal, dove milita per tre annate. Nel campionato 2014 si accasa nelle Indias de Mayagüez, dove milita ininterrottamente fino al 2017, e poi di nuovo nel 2019.
Nella stagione 2020 passa alle Changas de Naranjito, mentre nel 2021 gioca per la prima volta all'estero, approdando negli Stati Uniti d'America per partecipare alla prima edizione dell'Athletes Unlimited, venendo premiata come Defensive Player of the Year: rientra quindi in partia per disputare la Liga de Voleibol Superior Femenino 2021 con le Grises de Humacao, di cui viene eletta capitano, venendo insignita del premio come miglior libero del torneo.
Nel 2022 partecipa alla seconda edizione dell'Athletes Unlimited; al termine degli impegni negli Stati Uniti è di scena nella LVSF con le Changas de Naranjito. Dopo aver partecipato all'Athletes Unlimited 2023, è di scena nella Pro Volleyball Federation 2024 con le San Diego Mojo. Torna poi a giocare l'Athletes Unlimited anche nell'edizione 2024, dopo la quale resta svincolata per qualche mese, prima di approdare nel corso della Liga de Voleibol Superior Femenino 2025 alle Valencianas de Juncos.

### Nazionale
Nel 2019 debutta nella nazionale portoricana in occasione delle qualificazioni alla Volleyball Challenger Cup, dove viene insignita del premio come miglior libero. Nel 2022 si aggiudica la medaglia di bronzo alla Volleyball Challenger Cup e alla NORCECA Final Six, mentre l'anno seguente mette al collo la medaglia d'oro alla NORCECA Final Four e quella d'argento alla Coppa panamericana.

## Palmarès

### Nazionale (competizioni minori)
- Volleyball Challenger Cup 2022
- NORCECA Final Six 2022
- NORCECA Final Four 2023
- Coppa panamericana 2023

### Premi individuali
- 2019 - Qualificazioni alla Volleyball Challenger Cup: Miglior libero
- 2021 - Athletes Unlimited Volleyball: Defensive Player of the Year
- 2021 - Liga de Voleibol Superior Femenino: Miglior libero